# Throttle Junkies
Throttle Junkies è il primo album studio del gruppo alternative metal statunitense Soil. È stato pubblicato nel 1999 sotto l'etichetta, ormai fallita, Mia Records.
Il 14 agosto 2007 è stato ripubblicato con l'aggiunta di tre nuove tracce.

## Tracce
1. Everything  - 2:57
2. Road to Ruin  - 2:37
3. Damning Eden - 3:00
4. F-Hole  - 2:54
5. Man I Am  - 3:48
6. Hello Again  - 3:19
7. Butterfly  - 3:03
8. Growing Ways  - 4:08
9. Stand to Fall - 4:08
10. Concrete Slave  - 3:42
11. She - 3:26
12. Crucified  - 4:29
13. Shining Man  - 3:51
14. Damning Eden [Acoustic]  - 3:18
15. Black Betty
16. Triple 6's
17. 2 Cent Friend

## Formazione
- Ryan McCombs – voce
- Adam Zadel – chitarra, seconda voce
- Shaun Glass – chitarra
- Tim King – basso
- Tom Schofield – batteria